# زريق البرانية

## التحديد الجغرافي
قرية صغيرة يسكنها قرابة 4000 نسمة، تقع جنوب مدينة قابس بالجمهورية التونسية وتبعد عنها قرابة 20 كلم تزيد قليلا إذا سلك القادم إليها من قابس الطريق الوطنية رقم 1 إلى وسط قرية كتانة الواقعة بشرقها، ثم الانعراج يمينا والمرور بكامل الواحة قرابة 5 كلم، أو تنقص قليلا أيضا إن تم المرور عبر قرية تمولة، في شمالها، في طريق فرعية أقرب وأكثر أريحية.
تتبع إداريا بلدية كتانة من معتمدية مارث التي تبعد عنها نفس المسافة تقريبا التي تفصلها عن قابس، وتشترك مع قرية الغندري الواقعة في غربها في العمادة المسماة باسميهما معا: عمادة زريق الغندري. أما جنوبا فتحدها قريتي سيدي سلام والزركين 2 .

## النشأة وأصل التسمية حسب كتب التاريخ
سميت القرية باسم زريق وأضيفت لها صفة البرانية تمييزا لها عن قرية أخرى بنفس الاسم جنوب سور مدينة قابس وتوصف بالدخلانية لوجودها داخل أحواز مدينة قابس، وهي اليوم حي من أحياء قابس الجنوبية بعد أن اتصل العمران ببعضه، وسميت الأخرى بالبرانية لوجودها خارج هذه الأحواز بالمسافة التي ذكرنا، علما وأن صفة البرانية توحي بالبعد والعزلة والانفراد.

## الانتماء العائلي
سكان زريق البرانية الحاليون هم ّ عرش العِزّة " نسبة إلى الشيخ سيدي عبد العزيز، الابن الثاني لسيدي يحي الحمروني، الشيخ الفقيه الذي تنسب إليه قبيلة الحمارنة التي استوطن أبناؤها قرية عرّام ومدينة مارث وأريافها المحيطة، وانتشر حاليا الكثير منهم بعديد الأماكن بمدينة قابس وأحوازها.
معلوم أن سيدي يحي الحمروني أنجب إحدى عشر ولدا أكبرهم عبد الحميد، جد عرش الحمايده الموجود بعرام خاصة، ويليه عبد العزيز، جدّ «العزّة» الذين استقر جزء منهم بزريق البرانية وانتقل الجزء الثاني إلى مدينة قابس. واشتهر عبد العزيز بن يحي الحمروني بورعه وتقواه وتبحره في الدين وكراماته المعروفة. وكان والده يفتخر به ويمجد علمه حاثا إياه على المزيد بقوله المعروف «أنت للعلم والعلم ليك وإذا تخطى العلم تحبس»

## التاريخ السياسي والنضالي
تفاعل أهالي زريق البرانية مع مشاغل وطنهم والتزموا بقضاياه منذ القديم ولم يتوانوا عن الالتحاق بركب الحركة الوطنية والمساهمة في النضال الذي كان يقوده الحزب الحر الدستوري الجديد. كما ساهم أبناء زريق البرانية في معركة الجلاء ببنزرت سنة 1961 بمجموعة من الشباب المتحمس. ولم يقتصر نضال أبناء هذه القرية على المساهمة في الحركة الوطنية التونسية فقط بل تعدى ذلك إلى الالتزام بقضايا أمتهم العربية والمساهمة في النضالات التي كان يخوضها أشقاؤهم بكل من الجزائر وليبيا.

## زريق البرانية الآن
لئن تولت الدولة التونسية تجهيز القرية بعديد المرافق الاجتماعية والاقتصادية، وهذا من صميم وظيفتها بالطبع، فإن إعمارها كان بمجهودات كبيرة جدا من أبنائها، منها الفردي وأكثرها بمجهود عائلي جماعي فكثرت البناءات بالقرية من منازل ومقاهي وجامع تقام به الشعائر الدينية باستمرار وأربعة معاصر زيتون... بل تعددت بها الأحياء أيضا من الخوّي شرقا إلى الفرقطية غربا مرورا بالهاطية والظهرة ووادي السمار والملاجي لتضم جميعا ما يزيد عن 4000 ساكن علاوة عن عشرات العائلات التي استقرت بمدن أخرى، أو خارج الوطن، لكن بقيت دائما متصلة بالقرية في جميع مناسباتها. وقد ساعدت موارد المهاجرين والموظفين ووفرة محاصيل الزياتين ومزارع التبغ التي اشتهرت بها القرية على هذا الإعمار المتنامي بنسق سريع. نعم تشتهر زريق البرانية فعلا بغابة زياتينها الكثيرة التي يزيد عددها عن 7000 شجرة بالمنطقة السقوية القديمة إضافة إلى نصف هذا العدد تقريبا ببقية المناطق السقوية والبعلية وهي تعطي زيوتا من النوعية الرفيعة. وينتظر أن يتضاعف هذا العدد تقريبا في السنوات القادمة بناء على الإقبال الكبير لأبناء القرية على غراسة الزياتين بالمنطقة السقوية المحدثة (العيثة) التي تمسح 160 هكتار بمعدل 100 زيتونة بالهكتار الواحد تقريبا وبجميع أراضي القرية المترامية. كما اشتهرت القرية أيضا بزراعة نبتة التبغ وهي تنتج منه أطنانا سنويا، وبمحاصيل الرمان المعتبرة إضافة إلى بعض الغلال والثمار الأخرى كالتمور والتفاح، لكن بكميات أقل. كما تعرف القرية بتربية الماشية وبقطعان الخرفان أساسا، بعد أن اندثرت منها الإبل والخيول.
وبفضل هذه المداخيل المذكورة تم تجديد جميع المنازل الخربة وغابت الأكواخ والمساكن البدائية والخيمات من القرية... كما تمكنت الأسر من الإنفاق على أبنائها التلاميذ والطلبة، فنجحوا في دراستهم وفاز منهم الكثيرون بوظائف حكومية وتراجعت نسب الأمية في الشرائح الشبابية والصغرى بشكل يكاد يكون كليا.
في المستوى الاجتماعي تتسم القرية بمناخات سليمة جعلت الإقامة فيها مريحة جدا ومطمئنة. فأهلها طيبون، متشبعون بالقيم الأخلاقية والاجتماعية العريقة والسامية التي يستمدونها من تربيتهم ومن أخلاق أهل الريف المتميزة ومن موروثهم القيمي الذي يعود إلى أصولهم التاريخية الضاربة في العراقة والشرف. ونما شبابها متشبعا بالسلوك الحضاري، مسلكه الاحترام والتقدير والوفاء والتكافل الأسري والاجتماعي. وبفضل ذلك توطد فيها الإستقرار العائلي وانعدمت الأمراض الاجتماعية من إجرام وعقوق وطلاق، وانصرف الجميع إلى العمل في كنف الجدية والانضباط. فقل وندر أن يحدث فيها ما يعكر صفو هذا المناخ المتميز.
ويمكن إجمالا التأكيد بأن كل الوضعيات بقرية زريق البرانية مطمئنة وسليمة من المشاكل المحرجة والباعثة على الانشغال والقلق. كما أن قربها من مدينتي قابس ومارث وتوسطها بينهما يسر عليها عديد المشاغل والصعوبات وجعلها من الأحواز المريحة جدا. مع ذلك تبقى المطامح مشروعة دائما في الارتقاء بالأوضاع الاجتماعية للمتساكنين وخلق المزيد من فرص الكسب والتشغيل لأبنائهم وتعهد وتطوير المؤسسات الخدماتية الموجودة بالقرية (م ر).